# Zselic
Le Zselic (hongrois : Zselic [ˈʒɛlits]) est un massif collinéen situé au nord de Pécs dans les collines de Transdanubie en Hongrie.

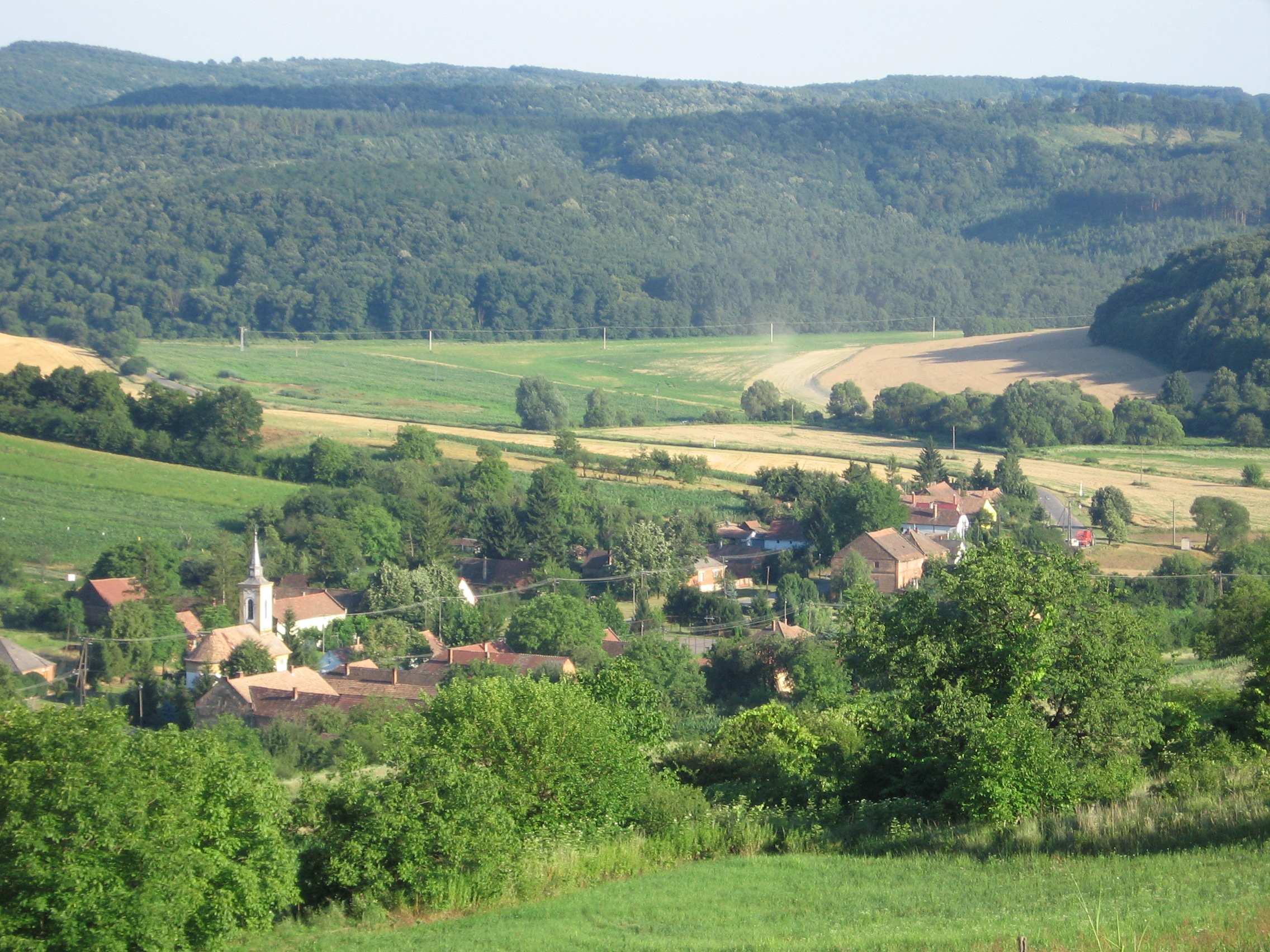
Le massif du Zselic à Szágy.